# Corinth (comté de Denton)
Pour les articles homonymes, voir Corinth.
La ville de Corinth est située dans le comté de Denton, dans l’État du Texas, aux États-Unis. Sa population s’élevait à 19 935 habitants lors du recensement de 2010, estimée à 21 078 habitants en 2016.

## Source
- (en) Cet article est partiellement ou en totalité issu de l’article de Wikipédia en anglais intitulé « Corinth, Texas » (voir la liste des auteurs).